# Michel Lallement
Pour les articles homonymes, voir Lallement.
Michel Lallement est un sociologue français né à Nancy le 16 juin 1962. 

## Biographie
Ancien élève de l'École normale supérieure de Cachan, il est spécialiste de sociologie du travail. Il a enseigné au lycée de Fresnes, à l’ENS de Fontenay-Saint Cloud, à l’université de Paris X et à l’université de Rouen. 
Depuis 2000, il est professeur titulaire de la chaire d’Analyse sociologique du travail, de l’emploi et des organisations du Conservatoire national des arts et métiers (Paris). Il a également été professeur invité (titulaire de la chaire Marc Bloch) à l’université Humboldt de Berlin (2009), Visiting Scholar au département de sociologie de l’université de Berkeley (UCB) et à l’Institut of Research on Labor and Employment de Los Angeles (UCLA) (2011-2012), titulaire de la chaire Jacques Leclercq de l’Université Catholique de Louvain (2013-2014) et Fellow au Wissenschaftskolleg zu Berlin (Wiko) (2020-2021). 
Il a été membre du comité de rédaction de Sociologie du travail de 1995 à 2019 ; il est membre du comité de rédaction de L'Année sociologique depuis 2010. Il a présidé l'association "La Clenche" de 2001 à 2012[réf. nécessaire].

## Ouvrages
- Un désir d'égalité. Vivre et travailler dans des communautés utopiques, Paris, Seuil, coll. La couleur des idées, 2019, 561 pages[1],[2].
- Makers. Enquête sur les laboratoires du changement social[3],[4] avec I. Berrebi-Hoffmann et M.-C. Bureau, Paris, Seuil, 2018, 343 pages.
- Logique de classe. Edmond Goblot, la bourgeoisie et la distinction sociale[5], Paris, Les Belles Lettres, coll. L'Histoire de profil, 2015, 384 pages.
- L'Age du Faire. Hacking, travail, anarchie[6], Paris, Seuil, coll. La couleur des idées, 2015, 446 pages.
- Tensions majeures : Max Weber, l'économie, l'érotisme[7],[8], Paris, Gallimard, coll. NRF Essais, 2013, 275 pages.
- Le travail sous tensions, Auxerre, éditions Sciences Humaines, 2010, 2018 (2e édition), 149 pages.
- Le travail de l'utopie. Godin et le familistère de Guise, Paris, Les Belles Lettres, coll. L'histoire de profil, 2009, 2016 (2e tirage), 511 pages.
- Le Travail. Une sociologie contemporaine, Paris, Gallimard, coll. Folio essais, 2007, 676 pages.
- Temps, travail et modes de vie, Paris, PUF, coll. Sciences sociales et sociétés, 2003, 227 pages.
- Les gouvernances de l'emploi. Relations professionnelles et marchés du travail en France et en Allemagne, Paris, DBB, coll. Sociologie économique, 1999, 252 pages. Traduction allemande : Neue Governance-Formen in der Beschäftigungspolitik. Industrielle Beziehungen und die Regulierung des Arbeitsmarktes in Frankreich und Deutschland, Frankfurt am Main, Campus Verlag, 2000, 268 pages,
- Sociologie des relations professionnelles, Paris, La découverte, coll. Repères, 1996, 2018 (3e édition), 124 pages.
- Histoire des idées sociologiques, Paris, Armand Colin, coll. Cursus, 2 tomes, 1993, 2017 (5e édition), 236 pages et 262 pages. Traductions parues en brésilien, grec, italien, roumain et serbe.
- Des PME en chambre. Travail et travailleurs d'hier et d'aujourd'hui, Paris, L'Harmattan, coll. Logiques sociales, 1990, 272 pages.

## Directions d'ouvrages
- Le Travail en mouvement, codir. avec E. Bourdu, P. Veltz et T. Weil, Paris, Presses des Mines, 2019, 431 pages.
- Le Travail augmenté, codir. avec M.-C. Bureau, Paris, éditions EE, coll. Le hangar de utopies, 2015, 189 pages.
- Trajectoires des modèles nationaux. État, démocratie et travail en France et en Allemagne, codir. avec M. Dupré et O. Giraud, Bruxelles, P.I.E. Peter Lang, coll. Travail et société, 2012, 398 pages.
- Dictionnaire du travail, codir. avec A. Bevort, A. Jobert et A. Mias, Paris, PUF, coll. Quadrige, 2012, 860 pages.
- Die gesellschaftliche Verortung des Geschlechts. Diskurse der Differenz in der Deutschen und Französischen Soziologie um 1900, codir. avec T. Wobbe et I. Berrebi-Hoffmann, Franckfurt am Main, Campus, 2011, 294 pages.
- Dynamiques de la sociologie économique. Concepts, controverses, chantiers, codir. avec C. Bourgeois, A. Conchon et P. Lénel, Toulouse, Octarès, coll. Le travail en débats, 2009, 236 pages.
- Relations de travail, relations au travail, codir. avec F. Aballéa, Toulouse, Octarès, coll. Le travail en débats, 2007, 305 pages.
- PME, emploi et relations sociales. France-Maghreb, codir. avec A. Abedou, A. Bouyacoub et M. Madoui, Paris, L’Harmattan, coll. Logiques sociales, 2007, 272 pages.
- Decent Working Time, codir avec J.Y. Boulin, J.Messenger, F. Michon, Genève, éditions du BIT, 2006, 464 pages.
- Le capital social. Performances, équité, réciprocité, codir. avec A. Bevort, Paris, La découverte, coll. Recherches, 2006, 322 pages.
- De la gouvernance des PME-PMI. Regards croisés France-Algérie, codir. avec A. Abedou, A. Bouyacoub et M. Madoui, Paris, L’Harmattan, coll. Logiques sociales, 2006, 338 pages.
- Entrepreneurs et PME. Approches algéro-françaises, codir. avec A. Abedou, A. Bouyacoub et M. Madoui, Paris, L’Harmattan, coll. Logiques sociales, 2004, 280 pages.
- Stratégies de la comparaison internationale, codir. avec J. Spurk, Paris, CNRS Éditions, coll. CNRS Sociologie, 2003, 378 pages.
- Working Time Changes – Social Integration through Transitional Labour Markets, codir. avec J. O’Reilly et I. Cebriàn, Cheltenham, Edward Elgar, 2000, 369 pages.
- Travail et emploi : le temps des métamorphoses, dir., Paris, L'Harmattan, coll. Logiques sociales, 1994, 283 pages.